# Amphicnaeia antennata
Amphicnaeia antennata är en skalbaggsart som beskrevs av Maria Helena M. Galileo och Martins 2001. Amphicnaeia antennata ingår i släktet Amphicnaeia och familjen långhorningar. Inga underarter finns listade i Catalogue of Life.